# المطيط (صنعاء القديمة)

تعديل مصدري - تعديل

حارة المطيط هي إحدى حارات مدينة صنعاء القديمة، بلغ تعداد سكانها 671 نسمة حسب تعداد اليمن لعام 2004.